# Fort de la Pompelle

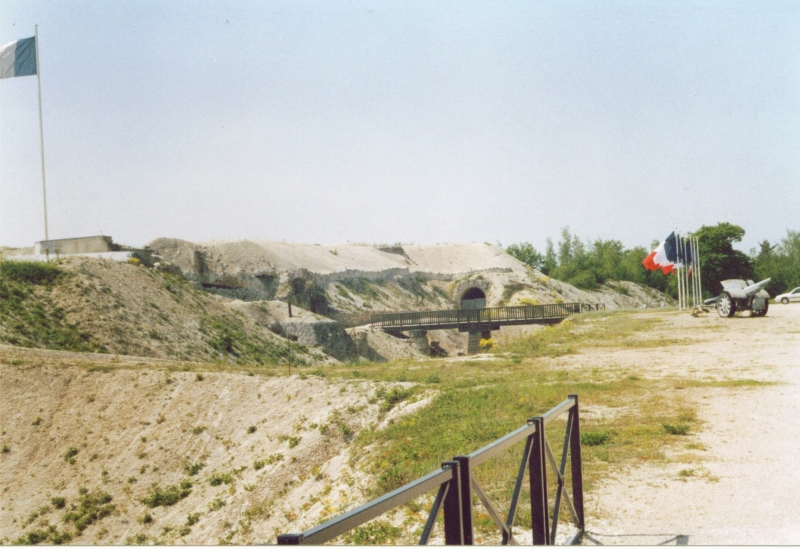
Le Fort de la pompelle (2006)

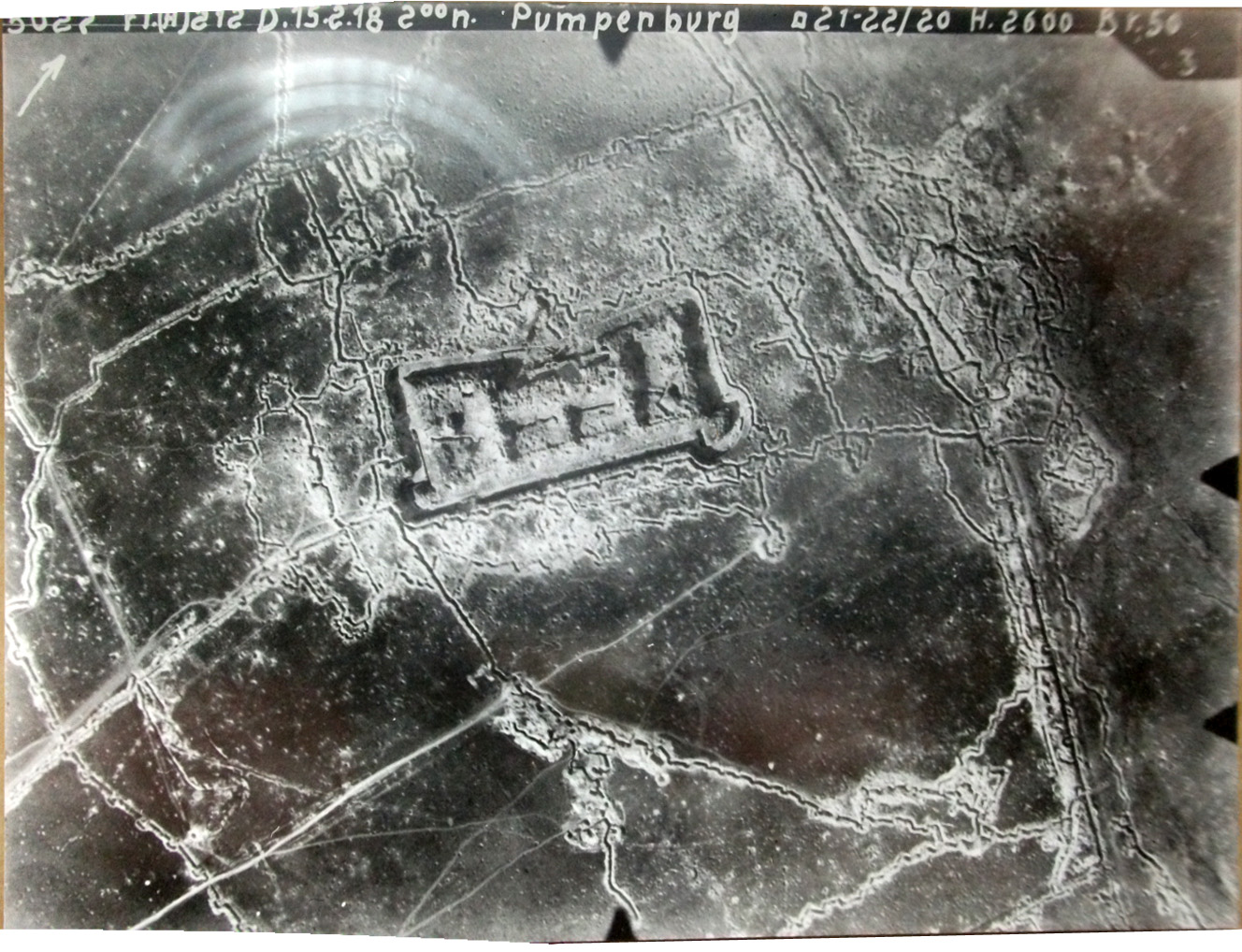
Luftbild 1918

Das Fort de la Pompelle (zeitweilig: Fort de Herbillon) wurde in den Jahren 1880 bis 1883 errichtet, um den Festungsgürtel um Reims zu vervollständigen. Es gehörte damit zum Befestigungssystem, das nach dem Krieg von 1870 an der französischen Ostgrenze durch den General Séré de Rivières errichtet wurde. Es wurde der Schlüssel zur Verteidigung von Reims und zu einem Brennpunkt während des Ersten Weltkriegs.

## Benennung
Zeitweilig war es nach dem General Émile Herbillon benannt. Per Präsidialdekret vom 21. Januar 1887 setzte der Kriegsminister Georges Boulanger um, dass alle Forts, befestigte Artillerieanlagen und Kasernen des Système Séré de Rivières die Namen von ehemaligen Militärkommandanten zu tragen haben. Am 13. Oktober 1887 wurde das vom Nachfolger Boulangers, Théophile Ferron, rückgängig gemacht und das Fort erhielt seinen ursprünglichen Namen zurück.

## Beschreibung
Die Fläche beläuft sich auf 2,31 Hektar, bewaffnet war das Fort mit sechs Canon de 155 mm C modèle 1881 und vier Canon de 138 modèle 1873–74. Dazu kamen fünf Revolverkanonen als Flankierungsgeschütze und einige Mitrailleusen. Als Relikte gehörten noch drei alte Zwölfpfünder Canon 12 de culasse modèle 1884 in den Grabenwehren zum Inventar. Die Besatzung bestand aus einer Artilleriekompanie mit einer Stärke von 277 Mann. Die Anlage hatte die Grundfläche eines Rechtecks mit stumpf einspringender Kehle und war von einem Graben mit Stahlgitterzaun umgeben. Über diesen Kehlgraben führte eine Zugbrücke. An der linken Schulter befand sich eine Doppelgrabenkaponniere zur Deckung von Front und linker Flanke, auf der rechten Schulter eine einfache Kaponniere zur Deckung der rechten Flanke. Der Kehlgraben wurde durch zwei sich beidseitig des Eingangs befindliche Kehlgrabenstreiche gesichert. Aufgeführt war das Fort in Steinbauweise mit einer ca. 2,5 m hohen Erdeindeckung auf dem Dach. Bauartbedingt war eine Infanterieverteidigung von hier aus nicht vorgesehen. Bei Kriegsende waren einige unterirdische Gänge mehrere hundert Meter durch die Kreide zu den rückwärtigen Linien getrieben worden, um einen ungefährdeten Zugang zu ermöglichen. Es war als Zwischenwerk errichtet worden, um die Flanken der Hauptwerke Fort Nogent l’ Abessee im Norden und Fort de Montbré im Südwesten zu decken.

## Lage
Das Fort liegt noch auf dem Gebiet der Gemeinde Puisieulx, etwa fünf Kilometer südöstlich von Reims an der Route Départementale 944 (ex-Nationale 44), die von Reims nach Châlons-en-Champagne führt. Inzwischen ist Reims mit seinen Vororten dicht an das Fort herangewachsen.

## Rolle im Ersten Weltkrieg
Im Jahre 1913 desarmiert, wurde das Fort am 4. September 1914 von den vorrückenden deutschen Truppen eingenommen. Bedingt durch den Rückzug der Deutschen nach der Schlacht an der Marne, konnte es das französische 138. Infanterieregiment (138e régiment d’infanterie) am 24. September 1914 wieder besetzen. Es blieb von da an dauerhaft in französischer Hand und widerstand schwerem deutschen Artilleriefeuer und wiederholten Infanterieangriffen. Im weiteren Verlauf des Krieges spielte die „Pumpenburg“ eine prägende Rolle, denn durch die für die Deutschen vom Fort ausgehende Gefahr kam es auch für die Region zu folgenschweren Bombardements und nicht unerheblichen Kollateralschäden in der Stadt Reims.
Verteidigt wurde die Befestigung im Rahmen des von der französischen Armee praktizierten Rotationssystems von insgesamt 180 verschiedenen Infanterieregimentern sowie von zwei russischen Verbänden (Brigades spéciales russes), die Zar Nikolaus II im Jahre 1916 persönlich nach Frankreich abkommandiert hatte. Unterstützt wurden sie von einigen Kanonenbooten der französischen Marine, die auf dem Canal de l’Aisne à la Marne zwischen Sept-Saulx und Courmelois verankert waren und von dort die deutschen Linien beschossen. Während der Dritten Aisneschlacht wurde das Fort von den deutschen Truppen dreimal massiv angegriffen u. a. am 1. Juni 1918 mit 15 Panzerwagen. Durch das Infanterie-Regiment Nr. 465 der 238. Infanterie-Division wurde es kurzzeitig erobert. Aufgrund der schwachen Kräfte konnte es jedoch nicht gehalten werden.
Das Fort wurde von Einheiten des „1. Kolonialen Armeekorps“ („1er Corps d’Armée Colonial“) unter Général Mazillier zurückerobert, diese Verbände hielten das Fort bis zum Waffenstillstand besetzt.
Die Stärke der Verteidiger betrug bis zu 2.000 Mann, die in dem zum Teil zerstörten Fort unter schlechten Bedingungen untergebracht waren.

## Nachkriegszustand
Nach dem Ende des Ersten Weltkrieges wurde das Fort aufgegeben und blieb sich selbst überlassen. Am 23. März 1922 wurde es zum Monument historique erklärt.
Im Jahre 1955 bot die Domänenverwaltung (l’administration des Domaines) das Gelände mitsamt dem Bauwerk zum Verkauf an. Dies versetzte die Vereinigungen der ehemaligen Frontkämpfer (Associations d’anciens combattants) in helle Aufregung, woraufhin dann, um die Wogen zu glätten, das Fort von der „Fédération nationale André Maginot“ erworben und für einen symbolischen Franc der Stadt Reims zur Nutzung auf Dauer überlassen wurde. Seit dieser Zeit ist Reims der Eigentümer der Anlage.

## Das Museum im Fort de la Pompelle
Heute befindet sich das „Musée du Fort de la Pompelle“ im zugänglichen Teil der Anlage. Es wurde am 10. November 1972 durch Michel Debré, dem damaligen Verteidigungsminister, eingeweiht. Das Museum zeigt, einzigartig in der Welt, eine Sammlung von 560 deutschen militärischen Kopfbedeckungen, eine große Sammlung von Säbeln, Orden und Medaillen, sowie Uniformen.
Im Museum erinnert eine Tafel an den gefallenen französischen Jagdflieger René Dorme, der 1917 über dem Fort vom deutschen Jagdflieger Heinrich Kroll abgeschossen wurde.
Am 11. November 1968 sagte Jean Taittinger, Bürgermeister von Reims, in einer Ansprache:

« La Ville de Reims reconnaissante du sacrifice des milliers de ses défenseurs, a décidé que ce sol sacré ferait désormais partie du patrimoine de la Cité. Le nom du Fort de la Pompelle mérite d'être gravé pour l’éternité dans les annales de la patrie! »

„Die Stadt Reims anerkennt dankbar die Opfer, die Tausende ihrer Verteidiger hier gebracht haben, und es wurde entschieden, dass diese heilige Erde ein Teil des Erbes dieser Stadt ist. Der Name Fort de la Pompelle verdient es, für alle Zeit in den Annalen des Vaterlandes verewigt zu werden.“